# Wełyka Rubliwka
Wełyka Rubliwka (ukr. Велика Рублівка) – wieś na Ukrainie, w obwodzie połtawskim, w rejonie połtawskim, siedziba hromady. W 2001 liczyła 1485 mieszkańców, spośród których 1439 wskazało jako ojczysty język ukraiński, 36 rosyjski, 5 rumuński, 2 ormiański, a 3 inny.

## Urodzeni
- Nikołaj Sobol